# Mecànica quàntica

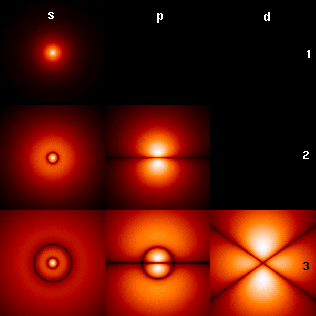
Fig. 1: Densitats de probabilitat corresponents a les funcions d'ona d'un electró d'un àtom d'hidrogen amb infinits nivells d'energia (augmentant des de la part superior de la imatge cap avall: n = 1, 2, 3, ...) i moment angular (augmentant d'esquerra a dreta: s, p, d…). Les àrees més lluents corresponen a una major densitat de probabilitat en un mesurament de posició. Les funcions d'ona com aquestes són directament comparables a les figures de Chladni dels modes de vibració acústics de la física clàssica, i de fet també són modes d'oscil·lació: tenen una energia aguda i, per tant, una freqüència àvida. El moment angular i l'energia estan quantitzats, i només assumeixen valors discrets com ara els que es mostren (com és el cas de les freqüències ressonants de l'acústica).

La mecànica quàntica, coneguda també com a física quàntica, química quàntica o com a teoria quàntica, és la branca de la física que estudia el comportament de la llum i de la matèria a escales microscòpiques, en què l'acció és de l'ordre de la constant de Planck. Es diferencia de la mecànica clàssica, generalment, a escala atòmica (molècules i àtoms) i subatòmica (protons, electrons, neutrons o fins i tot partícules més petites). Els seus principis bàsics s'apliquen a molts dels camps de la física i la química actuals, com per exemple, la física de partícules, la física nuclear, la física de la matèria condensada, la física atòmica i molecular, la computació quàntica, l'òptica quàntica, la química quàntica i la química computacional. Juntament amb la relativitat general, la mecànica quàntica és un dels pilars de la física moderna. A escala macroscòpica, les lleis de la mecànica clàssica s'aproximen a les de la mecànica quàntica. Va sorgir a principis del segle XX per tal d'explicar diversos resultats experimentals de fenòmens d'origen microscòpic que no es podien entendre amb la física clàssica.
Les descripcions que permet la mecànica quàntica inclouen el comportament simultani semblant a una ona i semblant a una partícula de la matèria i la radiació (dualitat ona-partícula), i el principi d'incertesa de Heisenberg segons el qual no es pot saber, alhora i amb total precisió, el valor de certs objectes observables, com per exemple la posició i el moment d'una partícula.
Tanmateix, alguns sistemes sí que presenten alguns d'aquests comportaments a escala macroscòpica; en són exemples coneguts la superfluïdesa (el flux sense fricció dels líquids a temperatures pròximes al zero absolut) i la superconductivitat. La teoria quàntica també proporciona descripcions precises de molts fenòmens abans inexplicats, com ara la radiació de cossos negres i l'estabilitat dels orbitals electrònics. També ha ofert informació sobre el funcionament de molts sistemes biològics diferents, incloent-hi els receptors olfactius i les estructures proteiques.
Tanmateix, la física clàssica sovint pot ser una bona aproximació als resultats obtinguts altrament per la física quàntica, típicament en circumstàncies amb nombres grans de partícules o nombres quàntics elevats (tanmateix, encara queden algunes preguntes sense respondre dins el camp del caos quàntic).

## Petita introducció històrica
Abans del 1900, tots els fenòmens s'intentaven explicar mitjançant la física clàssica (newtoniana). Hi havia, però, alguns fenòmens que no tenien explicació dins del context clàssic: l'observació experimental d'espectres formats per ratlles monocromàtiques, la radiació del cos negre, l'efecte fotoelèctric, etc. La recerca científica sobre la naturalesa de l'ona de la llum va iniciar-se entre els segles xvii i xviii, quan científics com Robert Hooke, Christian Huygens o Leonhard Euler van proposar una teoria sobre l'ona de la llum basada en observacions fruit de l'experimentació. L'any 1803, Thomas Young va realitzar el cèlebre experiment de la doble escletxa, que posteriorment va descriure en l'article On the nature of light and colours (sobre la naturalesa de la llum i el color), peça clau en l'acceptació general de la teoria ondulatòria de la llum.
Després del descobriment dels raigs catòdics per part de Michael Faraday l'any 1838, la recerca fou continuada l'any 1859 amb la definició del problema de la radiació emesa per cossos com els forats negres per part de Gustav Kirchhoff. Posteriorment, l'any 1877, Ludwig Boltzmann va suggerir que els estats de l'energia d'un sistema físic podien ser discrets, i l'any 1900 fou el torn de Max Planck.

### Max Planck i la quantificació de l'energia

#### Antecedents

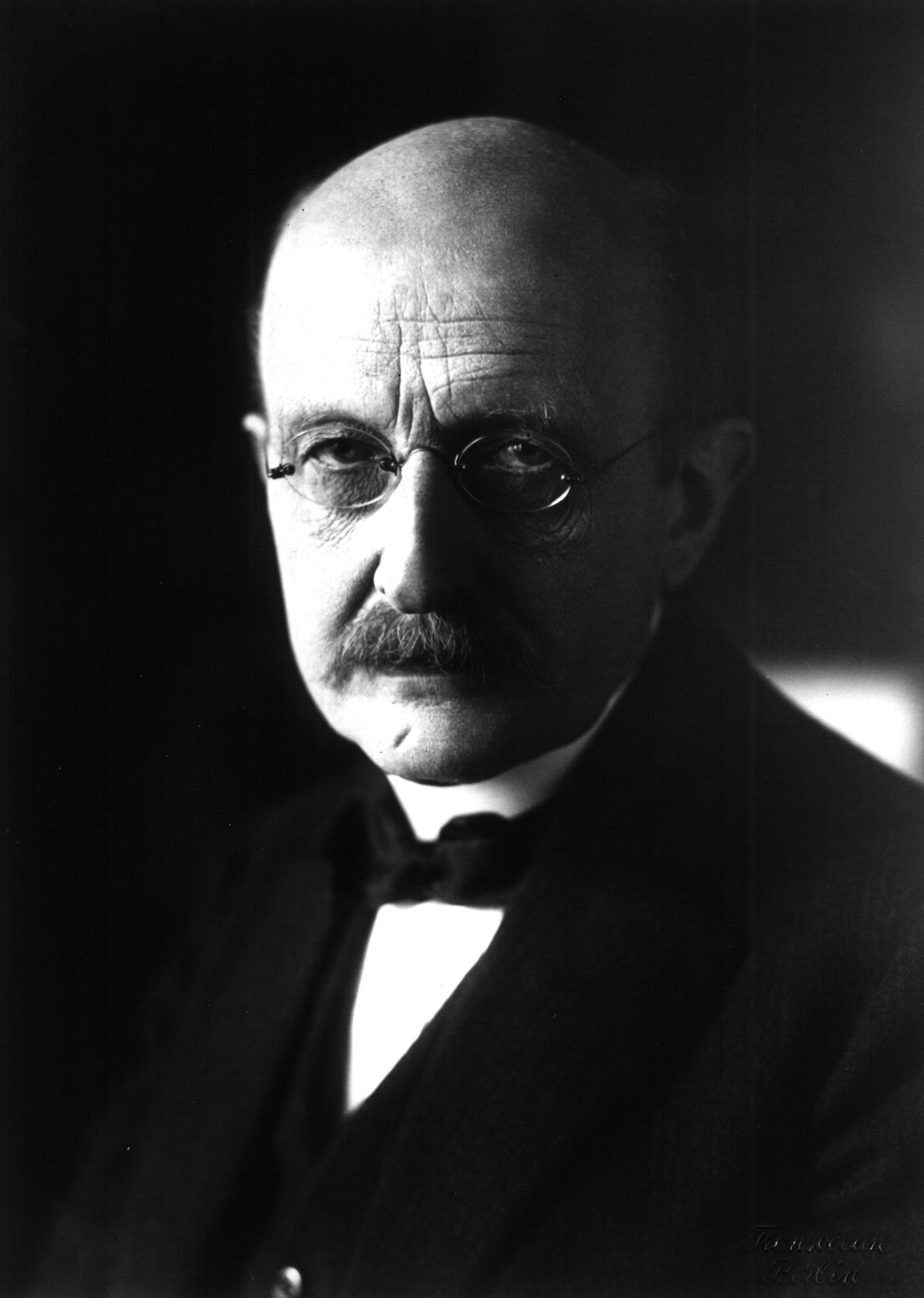
Max Planck (1858-1947), considerat el pare de la teoria quàntica

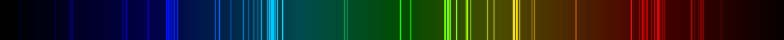
Espectre d'emissió del nitrogen

L'any 1896, Wilhelm Wien va determinar de manera empírica la llei de distribució de la radiació dels cossos negres, l'anomenada llei de Wien. De manera independent, Ludwig Boltzmann va arribar a aquesta mateixa conclusió a partir de consideracions sobre les equacions de Maxwell, per bé que aquesta llei només s'esdevenia a altes freqüències i subestimava la radiació a baixa freqüència. L'any 1900, Max Planck va corregir aquest model tot servint-se de la interpretació estadística de la termodinàmica de Boltzmann, i va proposar la que actualment es coneix com la llei de Planck, una hipòtesi fonamental en la història de la ciència i que, a la vegada, suposa el naixement de la física quàntica. Aquesta hipòtesi és la quantificació de l'energia. Segons Planck, l'energia no és una magnitud contínua, sinó discreta; la qual només pot agafar uns determinats valors, que estan fixats i són invariables, múltiples d'un valor anomenat quàntum de llum, o fotó. Posteriorment, es va descobrir que altres magnituds físiques com la càrrega elèctrica, la massa, el moment angular, etc., també estan quantificades.
Amb la seva hipòtesi, Max Planck va poder explicar la radiació dels cossos negres, i nombrosos científics se serviren del seu llegat per a la seva recerca.
Entre els primers que estudiaren els fenòmens quàntics en la natura, destaquen Arthur Compton, C. V. Raman o Pieter Zeeman, que donen nom a diverses descripcions d'efectes quàntics. Robert A. Millikan va estudiar l'efecte fotoelèctric de manera experimental, i Albert Einstein en va desenvolupar una teoria. Al mateix temps, Niels Bohr va elaborar la seva teoria sobre l'estructura atòmica, que posteriorment fou confirmada gràcies als experiments de Henry Moseley. L'any 1913, Peter Debye va ampliar la teoria de Bohr, tot introduint-hi el concepte d'òrbita el·líptica, que també introduí Arnold Sommerfeld. Aquest període és conegut com el període de l'antiga teoria quàntica.

#### Efecte fotoelèctric

Efecte fotoelèctric

Albert Einstein, emprant també la hipòtesi de Planck, va explicar l'efecte fotoelèctric.
Aquesta hipòtesi fou emesa, també, per Albert Einstein, que rebé el premi Nobel per les seves interpretacions de l'efecte fotoelèctric, primer signe tangible de l'existència dels fotons.
Aquesta relació que expressa la quantificació de l'energia s'escriu així:
E = hν
en què
h és la constant de Planck o quàntum d'acció (6,62607015·10-34J⋅s)
E és l'energia de la radiació (emesa o absorbida)
ν (lletra grega, pronunciada nu) és la freqüència de la radiació emesa o absorbida.
Aquesta relació expressa que hi ha una relació directa i universal entre la freqüència de la radiació electromagnètica, i les variacions d'energia que produeix: aquestes dues quantitats són simplement proporcionals.

### Dualitat ona-partícula

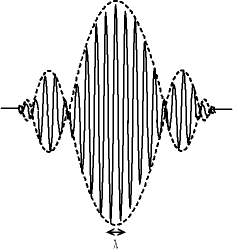
Paquet d'ona d'un fotó

Un altre dels conceptes fonamentals és la idea de la dualitat ona-partícula, idea proposada per primera vegada pel príncep Louis De Broglie, i que resolgué un altre problema aparegut en aquella època, el dels nivells d'energia dels àtoms, que eren discrets, i no continus, com proposava la física clàssica. Aquesta hipòtesi es basa en la idea de suposar que tota partícula (matèria) es pot interpretar en termes d'una ona. Així, en lloc de descriure la velocitat i la posició de la partícula a "l'estil clàssic", es parla de funció d'ona. Mitjançant la funció d'ona, la qual s'interpreta com una eina matemàtica, es pot obtenir informació sobre el sistema físic que s'estudia.
L'obtenció de la funció d'ona passa, inevitablement, per la resolució de l'anomenada equació d'ona. L'equació d'ona més senzilla, que no té en compte efectes relativistes, va ser proposada per Erwin Schrödinger el 1926. El mateix any, Paul Dirac en va proposar una que sí que considerava els efectes relativistes.

### Principi d'incertesa de Heisenberg

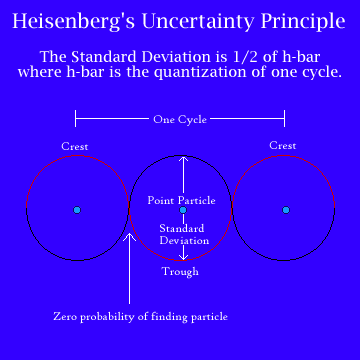
Representació del principi d'incertesa de Heisenberg

El tercer pilar fonamental de la física quàntica el trobem en el principi d'incertesa de Heisenberg, que diu que és impossible mesurar simultàniament i amb absoluta precisió la posició i el moment lineal d'una mateixa partícula en una direcció determinada (variables conjugades), com ara x i px. Com més precís sigui el nostre coneixement d'una d'aquestes magnituds, més incertesa tindrem sobre el valor de l'altra. Només podem parlar de "probabilitats". Aquesta incertesa també s'aplica a altres magnituds físiques, com per exemple l'energia i el temps.
Per tant, per a resumir, la física quàntica estudia fenòmens microscòpics en què les partícules són tractades com a ones, les magnituds físiques de les quals, a més d'estar quantificades, presenten una certa incertesa en la seva mesura i poden no ser mesurables simultàniament.
Un gran èxit de la mecànica quàntica fou resoldre la paradoxa de Gibbs.
Algunes constants de la física quàntica són: g, c, ħ, kB, Γ, ε0.

## Formulació matemàtica
En la formulació matemàtica rigorosa, desenvolupada per Dirac i von Neumann, els estats possibles d'un sistema quàntic estan representats per vectors unitaris (anomenats "estats") que pertanyen a un espai de Hilbert complex separable (anomenat "espai d'estats"). La naturalesa exacta d'aquest espai depèn del sistema; per exemple, l'espai d'estats per als estats de posició i moment és l'espai de funcions de quadrat integrable. L'evolució temporal d'un estat quàntic és descrita per l'equació de Schrödinger, en què el hamiltonià, l'operador corresponent a l'energia total del sistema, té un paper central.
Cada observable és representat per un operador lineal hermític, definit sobre un domini dens de l'espai d'estats. Cada estat propi (o autoestat) d'un observable correspon a un vector propi (o eigenvector) de l'operador, i el valor propi (o eigenvalor) associat correspon al valor de l'observable en aquest estat propi. Si l'espectre de l'operador és discret, l'observable només pot donar un valor entre els eigenvalors discrets. Durant un mesurament, la probabilitat que un sistema col·lapsi amb un dels eigenestats és determinada pel quadrat del valor absolut del producte interior entre l'estat propi (que es pot conèixer teòricament abans de mesurar) i el vector estat del sistema abans del mesurament. Així, es pot trobar la distribució de probabilitat d'un observable en un estat determinat, computant la descomposició espectral de l'operador corresponent. El principi d'incertesa de Heisenberg es representa per l'asseveració que els operadors corresponents a determinats observables no commuten.

## Relativitat i mecànica quàntica
Tot i que els postulats definidors tant de la teoria de la relativitat general d'Einstein com de la teoria quàntica estan recolzats sense cap mena de dubte per proves empíriques rigoroses i repetides, i tot i que, teòricament, no es contradiuen l'una a l'altra (almenys pel que fa als postulats bàsics), es resisteixen a ser integrades en un sol model cohesiu.
És ben conegut que el mateix Einstein rebutjava alguns dels postulats de la mecànica quàntica. Tot i que contribuí clarament a aquest camp, no acceptava les conseqüències i interpretacions més filosòfiques de la mecànica quàntica, com ara la manca de causalitat determinista i l'afirmació que una mateixa partícula subatòmica pot ocupar nombroses àrees de l'espai alhora. També fou el primer a adonar-se d'algunes de les conseqüències aparentment exòtiques de l'entrellaçament, i les utilitzà per a formular la paradoxa d'Einstein-Podolsky-Rosen, esperant demostrar que la mecànica quàntica tenia implicacions inacceptables. Això fou el 1935, però el 1964 John Bell demostrà (vegeu desigualtat de Bell) que l'assumpció d'Einstein era correcta, però que calia completar-la amb "variables ocultes" i, per tant, estava basada en assumpcions filosòfiques equivocades. Segons l'article de J. Bell i la interpretació de Copenhaguen (la interpretació habitual de la mecànica quàntica per part dels físics durant dècades), i al contrari de les idees d'Einstein, la mecànica quàntica no era:
- ni una teoria "realista" (car els mesuraments quàntics no "determinen" propietats preexistents, sinó que "preparen" propietats),
- ni una teoria "local" (essencialment no ho és, car el vector d'estat {\displaystyle \scriptstyle |\psi \rangle } determina simultàniament les amplades de probabilitat de tots els punts, {\displaystyle |\psi \rangle \to \psi (\mathbf {r} ),\forall \mathbf {r} }).

## Intents de trobar una teoria del tot
El 2009, els intents d'unificar les forces fonamentals per mitjà de la mecànica quàntica encara continuen. L'electrodinàmica quàntica (o "electromagnetisme quàntic"), que és actualment la teoria física comprovada amb més precisió de la qual es disposa actualment, ha estat fusionada amb èxit amb la força nuclear feble per formar la força electrofeble, i s'estan fent esforços per unir la força electrofeble i la força nuclear forta per formar la força electroforta. Les prediccions indiquen que, a aproximadament 10¹⁴ GeV, aquestes tres forces es fusionen en un sol camp unificat. Més enllà d'aquesta "gran unificació", s'especula que potser seria possible unir la gravetat amb les altres tres simetries de gauge, una cosa que s'espera que es produeixi en una energia d'aproximadament 1019 GeV. Tanmateix (i malgrat el fet que la relativitat especial està incorporada harmoniosament amb l'electrodinàmica quàntica), la relativitat general expandida, actualment la millor teoria per a descriure la força gravitatòria, no ha estat incorporada a la teoria quàntica.

## Aplicacions
La mecànica quàntica ha tingut un gran èxit a l'hora d'explicar moltes de les característiques del món. El comportament individual de les partícules subatòmiques que componen totes les formes de la matèria (electrons, protons, neutrons, fotons i d'altres), sovint només es pot explicar de manera satisfactòria utilitzant la mecànica quàntica. La mecànica quàntica ha tingut una forta influència sobre la teoria de cordes, un candidat per a ser la teoria del tot (vegeu reduccionisme) i la hipòtesi dels multiversos. També està relacionada amb la mecànica estadística.
La mecànica quàntica és important per a comprendre com àtoms individuals es combinen de manera covalent per formar substàncies químiques o molècules. L'aplicació de la mecànica quàntica a la química rep el nom de química quàntica. En principi, la mecànica quàntica (relativista) pot descriure matemàticament la majoria de la química. La mecànica quàntica pot oferir una visió quantitativa dels processos d'enllaços iònics i covalents, mostrant de manera explícita quines molècules són energèticament favorables per quines altres, i aproximadament en quina mesura. La majoria de càlculs fets en la química computacional es basen en la mecànica quàntica.
Gran part de la tecnologia actual opera a una escala en què els efectes quàntics són significants. En són exemples el làser, el transistor (i per tant el microxip), el microscopi electrònic i la imatgeria per ressonància magnètica. L'estudi dels semiconductors conduí a la invenció del diode i el transistor, que són indispensables per a l'electrònica actual.
Els investigadors cerquen actualment mètodes robustos per manipular directament estats quàntics. S'estan fent esforços per desenvolupar la criptografia quàntica, que permetrà una transmissió segura garantida de la informació. Un objectiu més distant és el desenvolupament d'ordinadors quàntics, que s'espera que duguin a terme determinades tasques computacionals exponencialment més ràpidament que els ordinadors clàssics. Un altre camp d'investigació actiu és la teleportació quàntica, que estudia les tècniques per transmetre estats quàntics sobre distàncies arbitràries.
En molts dispositius, incloent-hi un simple interruptor, la tunelització quàntica és essencial, car altrament els electrons del corrent elèctric no podrien penetrar la barrera potencial formada (en el cas de l'interruptor) per una capa d'òxid. Els xips de memòria flaix de les unitats USB també utilitzen la tunelització quàntica per a esborrar les seves cèl·lules de memòria.

## Conseqüències filosòfiques
Des dels seus principis, els molts resultats contraintuïtius de la mecànica quàntica han provocat un intens debat filosòfic i moltes interpretacions. Fins i tot, temes fonamentals com, per exemple, les regles bàsiques de Born en referència a les amplades de probabilitat i distribucions de probabilitat trigaren dècades a ser apreciats.
La interpretació de Copenhaguen, promoguda principalment pel físic teòric danès Niels Bohr, és la interpretació de la mecànica quàntica amb una acceptació més àmplia entre els físics. Segons aquesta, la naturalesa probabilística de les prediccions de la mecànica quàntica no es poden explicar en termes d'una altra teoria determinista, i no reflecteix simplement un coneixement limitat. La mecànica quàntica proporciona resultats probabilístics perquè l'univers físic mateix és probabilístic i no pas determinista.
A Albert Einstein, un dels fundadors de la teoria quàntica, li desagradava aquesta pèrdua del determinisme en el mesurament (aquesta aversió originà la seva cèlebre citació "Déu no juga als daus amb l'univers"). Einstein sostenia que hi havia d'haver una teoria de la variable oculta local subjacent a la mecànica quàntica i que, per consegüent, la teoria actual era incompleta. Plantejà una sèrie d'objeccions a la teoria, la més cèlebre de les quals fou coneguda com a paradoxa EPR. John Bell demostrà que la paradoxa EPR conduïa a diferències comprovables experimentalment entre la mecànica quàntica i les teories realistes locals. S'han dut a terme experiments que han confirmat la precisió de la mecànica quàntica, demostrant així que el món físic no es pot explicar amb teories realistes locals. Els debats entre Bohr i Einstein són una crítica efervescent de la interpretació de Copenhaguen des d'un punt de vist epistemològic.
La interpretació de molts mons d'Everett, formulada el 1956, sosté que totes les possibilitats descrites per la teoria quàntica es donen simultàniament en un "multivers" compost d'universos paral·lels en gran manera independents. Això no es fa introduint un axioma nou a la mecànica quàntica, sinó al contrari, "eliminant" l'axioma del col·lapse del paquet d'ones: tots els estats consistents possibles del sistema mesurat i l'aparell de mesura (incloent-hi l'observador) estan presents en una superposició quàntica física real (no sols formalment matemàtica, com en altres interpretacions). Aquesta superposició de combinacions d'estats consistents de sistemes diferents rep el nom d'estat entrellaçat. Mentre que el multivers és determinista, es percep un comportament no determinista governat per les probabilitats, ja que només podem observar l'univers, és a dir, la contribució d'estats consistents a la superposició ja mencionada en què es viu. La interpretació d'Everett és perfectament coherent amb els experiments de Bell i els fa intuïtivament comprensibles. Tanmateix, segons la teoria de la decoherència quàntica, els universos paral·lels mai no seran accessibles des d'aquí. La inaccessibilitat es pot explicar de la manera següent: una vegada s'ha fet el mesurament, el sistema mesurat queda entrellaçat tant amb el físic que l'ha mesurat com una enorme quantitat d'altres partícules, algunes de les quals són fotons que s'allunyen vers l'altre extrem de l'univers; per tal de demostrar que la funció d'ona no s'ha col·lapsat, caldria retornar totes aquestes partícules i mesurar-les de nou, juntament amb el sistema mesurat originalment. Això és completament impracticable, però encara que en teoria es pogués fer, el procés destruiria qualsevol prova que el mesurament original s'havia produït, incloent-hi la memòria del físic. Una variant és la interpretació relacional de Rovelli (1996) en la que manté el caràcter relacional proposat per Everett però descarta l'existència de molts mons paral·lels.